# Cârmă
La nave, o cârmă este un dispozitiv sub forma unui panou vertical, articulat la pupa, în planul diametral al navei, cu scopul de a-i asigura guvernarea și manevrarea. 
Poate fi metalică sau din lemn (la navele de lemn). Panoul, numit safran sau pană se prinde prin balamale speciale de etamboul cârmei; prin intermediul unei instalații de guvernare, care acționează asupra axului cârmei.
Piciorul axului se reazemă cu călcâiul pe un locaș de pe chilă, iar capul său intră prin bordaj printr-un tub denumit etambreul cârmei.
Pe capul axului se află o eche dreaptă ori rotundă sau diferite sisteme brevetate pentru transmiterea mișcării printr-un servomotor.
La navele fără servomotor și la bărci, echea este acționată de parâme sau de lanțuri denumite troțe.
Prima cârmă a fost o ramă așezată la tribord pupa; tipul actual a fost introdus de vikingi în secolul al XIII-lea și a apărut prima dată în 1242 pe sigiliul portului Elbing.
Cârma poate fi orientată în borduri până la unghiuri de aproximativ 35°. Suprafața activă (imersă) a safranului se calculează în raport cu suprafața planului de derivă al navei. La mersul înainte, când cârma este orientată într-un bord apare o forță normală pe safran, cu punct de aplicație la aproximativ 1/3—1/5 din lățimea acestuia și spre partea sa anterioară, care are ca efect principal girarea navei în bordul în care s-a pus cârma și ca efect secundar reducerea vitezei navei. 

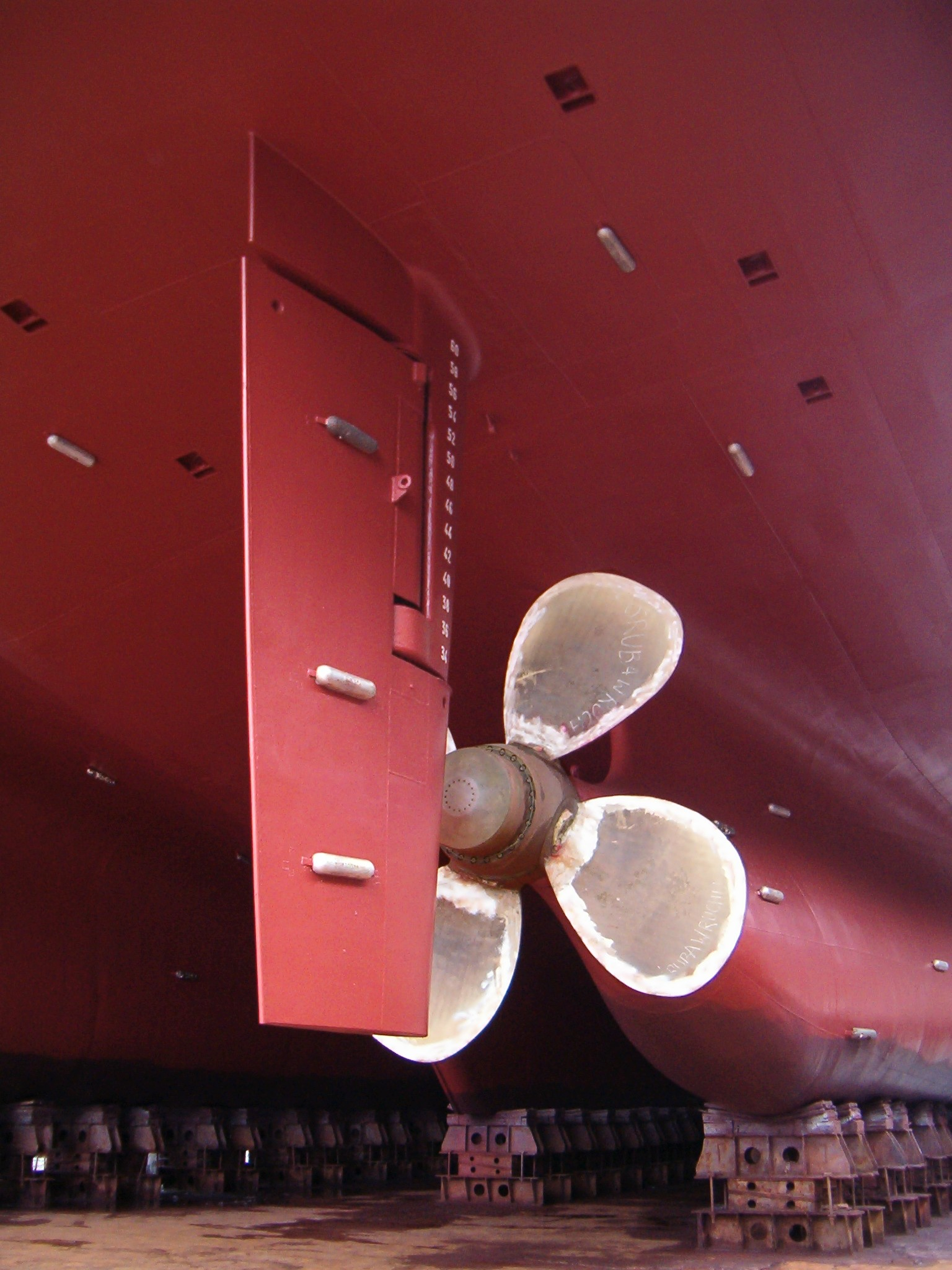
Cârmă. În faţa ei (pe direcţia de înaintare a navei) se vede elicea

După poziția axului față de safran, cârmele pot fi:
- a) normale, cu axul la partea anterioară;
- b) compensate;
- c) semicompensate.

După modul de fixare de corpul navei, cârmele pot fi:
- a) articulate pe etambou (prin balamale);
- b) fixate pe axul propriu (cu călcâi și crapodină);
- c) suspendate pe axul propriu.

Pentru micșorarea rezistenței la înaintarea navei se construiesc cârme speciale cu safran hidrodinamic, tip Oertz sau cârme active. 
La fluvii, și în genere în ape puțin adânci, se utilizează cârme de înălțime mică și lățime mare sau cârme cu safrane multiple acționate simultan, tip Nitzler ori tip Flettner. 
Tot la fluvii, unele nave dispun și de cârme la prova spre a ușura întoarcerile în locuri înguste. 
La remorcherele portuare moderne, caracterizate prin manevrabilitate maximă se utilizează cârmele diuză, care au forma unor tuburi ușor tronconice în interiorul cărora sunt montate elicile propulsoare. Cârmele diuză își exercită capacitatea de guvernare atât prin efectul vitezei navei, dar mai ales prin efectul curentului aspirat sau respins al elicei, care acționează sub forma unui jet reactiv.